# Ernst Boyken
Ernst Boyken (* 1900 in Nordenham; † 1984 in Oldenburg (Oldb)) war ein deutscher Architekt mit einem Büro in Oldenburg.

## Biografie
Boyken war der Sohn des Architekten und Politikers Heinrich Boyken.
Er studierte von 1921 bis 1926 Architektur an der TH Hannover und an der TH Darmstadt. Von 1926 bis 1929/30 war er tätig als Projektleiter im Architekturbüro Fritz Höger (Hamburg) dessen prägender expressionistischer Stil sein Wirken als Architekt stark beeinflusste. Danach war er von 1930 bis 1982 freier Architekt in Oldenburg. Viele Bauwerke in und um Oldenburg wurden von seinem Büro entworfen und an vielen Wettbewerben nahm er oft erfolgreich teil.

## Werke
Im Büro Fritz Höger:

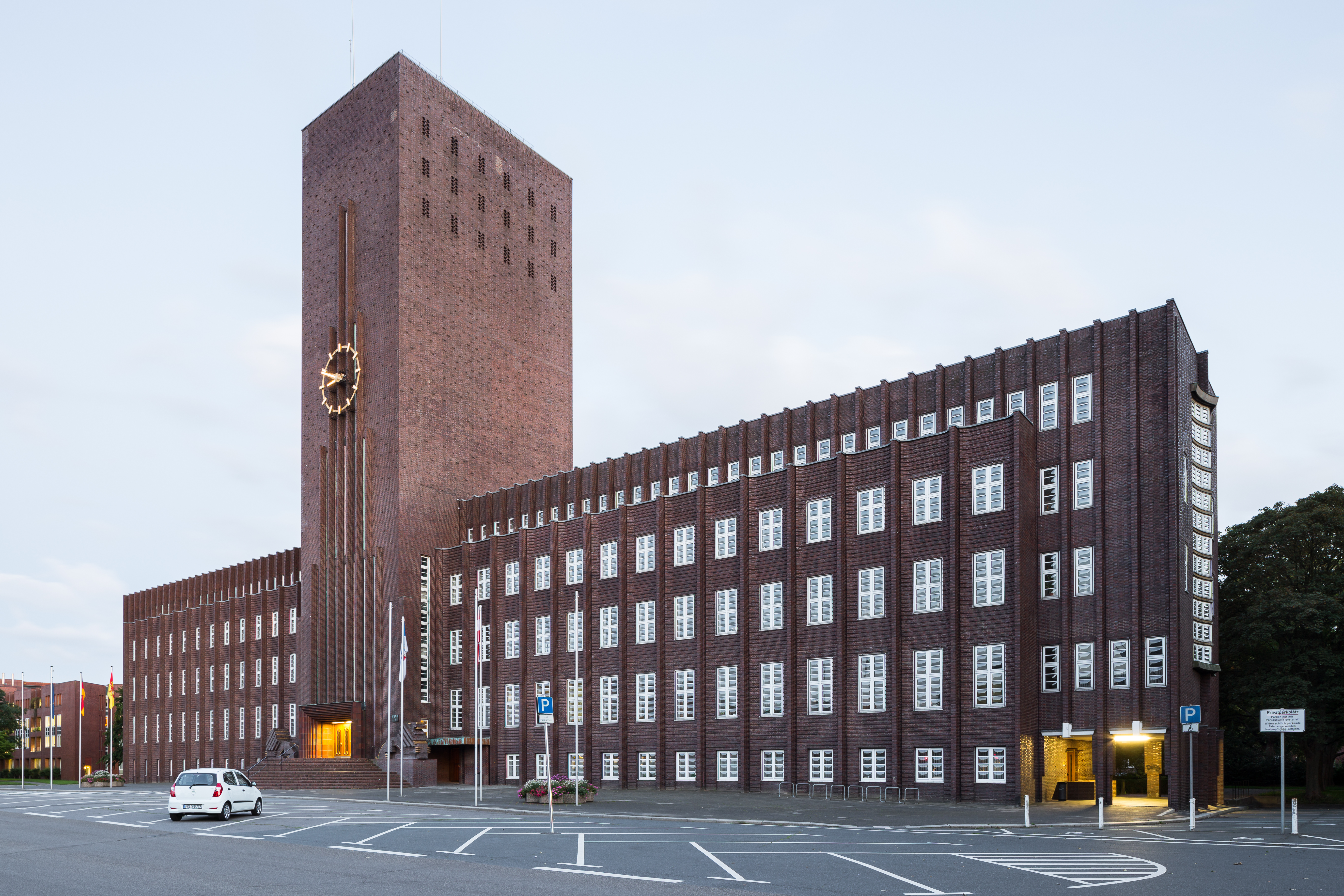
Rathaus Wilhelmshaven

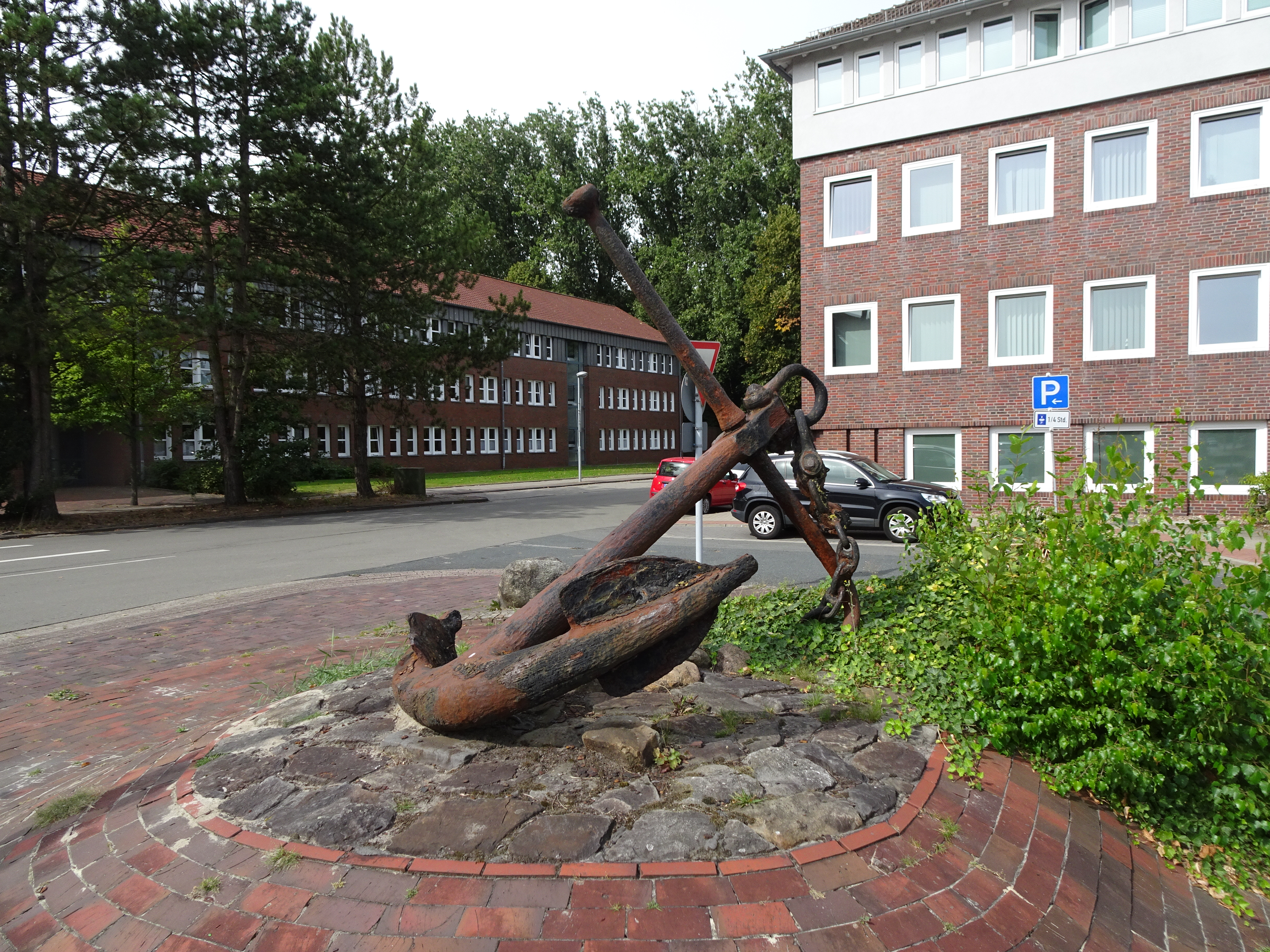
Rathaus Nordenham

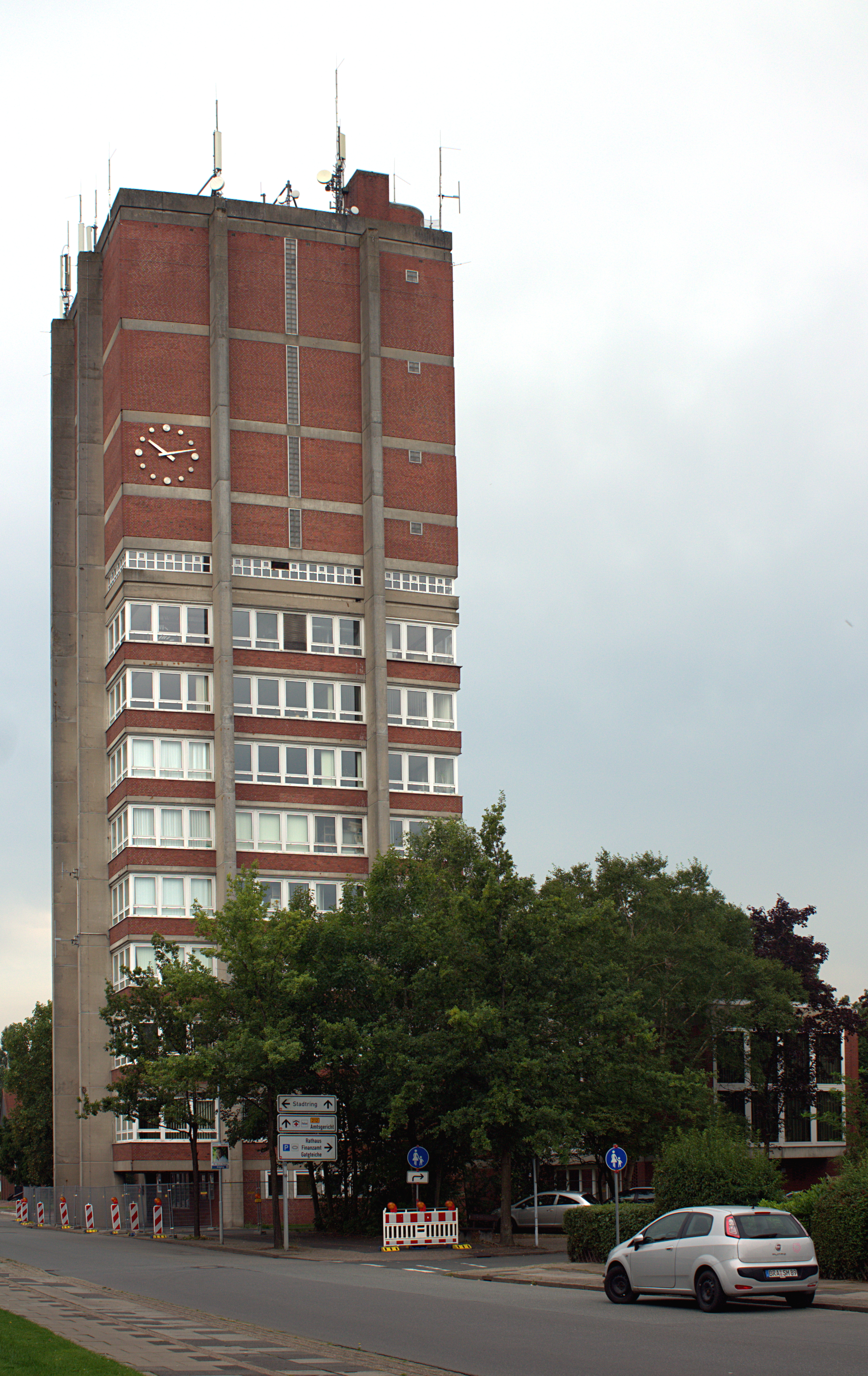
Rathausturm Nordenham

- Flughafen-Siedlung Hamburg-Fuhlsbüttel
- 1928: Klinikum Delmenhorst
- 1929: Rathaus Wilhelmshaven
- 1934: Ev. Kirche am Hohenzollernplatz, Berlin

Im eigenen Büro:
- 1929: Clubhaus Tennisverein Oldenburg
- 1930: Haus Esser, Nordenham[1]
- 1934: Villa Becker, Lindenstraße 101, Oldenburg
- 1934: Kontorhaus Anton J. Becker Bürgerstraße 1, Oldenburg
- 1936: Umbau Landessparkasse Oldenburg, Markt 13 (Abbruch 2009)
- 1936: Wohnhaus Siedenburg, Delmenhorst
- 1937: Wohnsiedlung Otto-Meentz-Straße, Wilhelmshaven
- 1939: Lungenheilstätte der Landesversicherungsanstalt, Ahlhorn
- 1944: Wohnsiedlung Fedderwardergroden
- 1949: Kaufhaus Högemann & Ritter, Oldenburg
- 1949: Rathaus Friesoythe
- 1950: Wohnhaus Wehage, Oldenburg
- 1951: Edeka-Geschäfts- und Lagerhaus, Oldenburg
- 1952: Volksbank Nordenham
- 1953: Wohnhaus Schwegmann, Oldenburg
- 1953: Wohnsiedlung Trommelweg, Oldenburg
- 1954: Rathaus Nordenham
- 1954: Volksschule Oberlethe; Volksschule Littel
- 1955: Stadthalle Oldenburg (später Teil der Weser-Ems-Hallen)[2][3]
- 1955: Wohnsiedlung Am Sandberg, Oldenburg
- 1955: Landessparkasse Delmenhorst
- 1956: Landessparkasse Cloppenburger Straße Oldenburg
- 1957: Theater und Hotel Friedeburgpark, Nordenham
- 1957: Volksschule und Hallenbad Wardenburg
- 1959: Hotel Kreyenbrücker Hof, Oldenburg
- 1964: Gemeindezentrum Oldenburg-Ofen
- 1964: Gemeindezentrum Oldenbrok
- 1965: Ev. Kirche Nordenham-Einswarden
- 1972: Rathausturm Nordenham